# Sam Bourcier
Sam Bourcier (30 ottobre 1963) è un sociologo e attivista francese, conosciuto per la sua militanza nella comunità LGBT soprattutto francese. È professore associato all'Università di Lilla.

## Biografia
Nato il 30 octobre 1963, Sam Bourcier si è definito come "un bébé du post-structuralisme français", un figlio del post-strutturalismo francese.
Dopo aver finito i suoi studi secondari alla Maison d'éducation de la Légion d'honneur, si laurea in lettere moderne all'École normale supérieure de Fontenay-aux-Roses nel 1982. Nel 1990 è stato nominato professore associato all'Università di Lilla III.
I suoi studi e lavori riguardano in particolare il femminismo, il postfemminismo, i gender studies e i queer studies. Autore di opere sulla teoria queer come Queer Zones e Sexpolitiques, Bourcier è uno dei primi militanti ad affrontare questi argomenti in Francia. Ha inoltre scritto numerosi articoli sulla cultura, teoria e politica queer, sulle sottoculture sessuali (come il BDSM), sul femminismo e sul postfemminismo.

## Opere
- Q comme Queer, 1998.
- Queer Zones. Politique des identités sexuelles, des représentations et des savoirs, 2001.
- Queer Zones 2. Sexpolitiques, 2005.